# Gottschalk der Wende

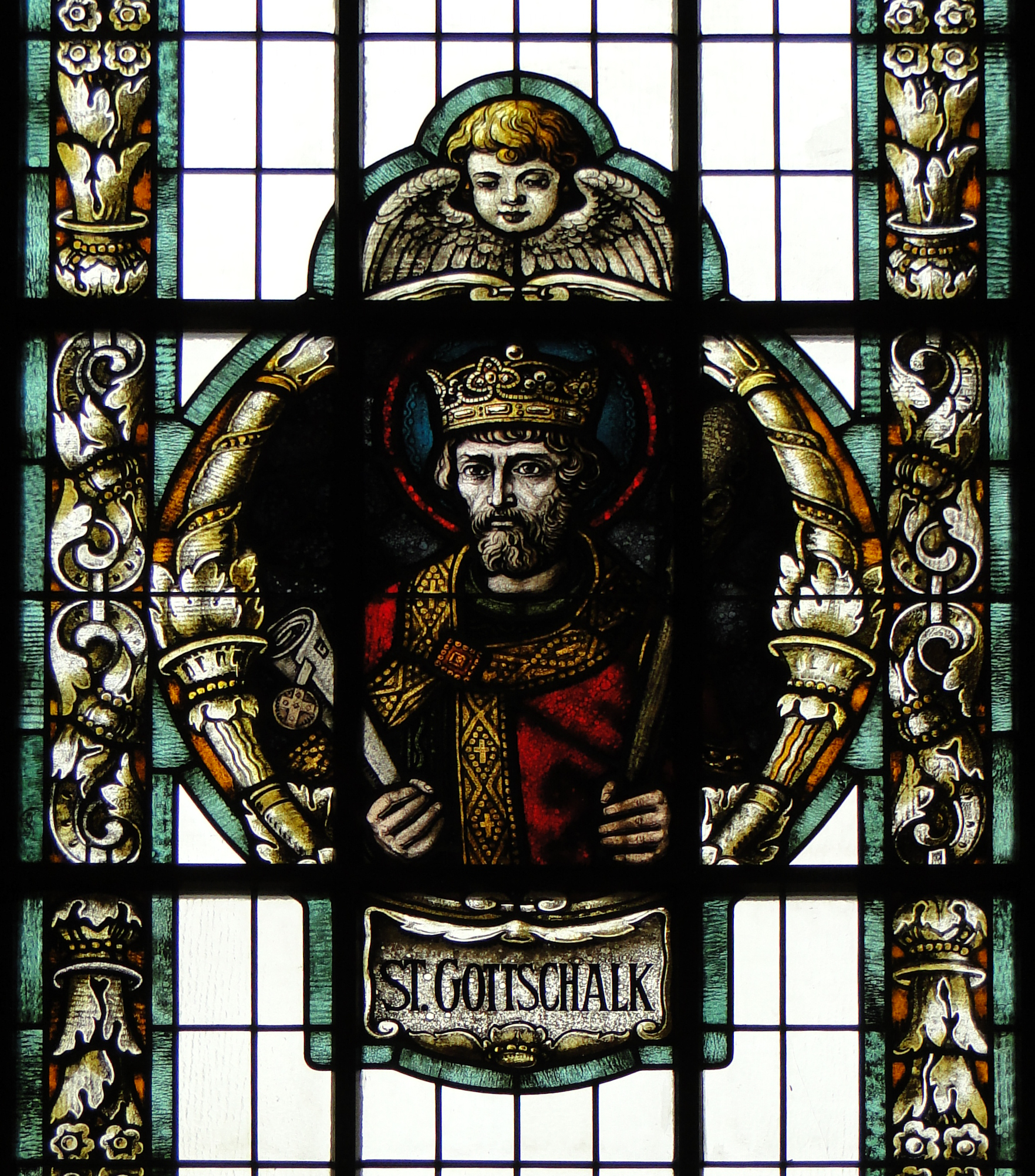
Darstellung Gottschalks auf einem Fenster der Propsteikirche St. Anna in Schwerin

Gottschalk (lateinisch Godeschalcus, Godescalcus, veraltet auch Gottschalk der Wende; * etwa um 1000; † 7. Juni 1066 in Lenzen) war ein abodritischer Samtherrscher aus dem Adelsgeschlecht der Nakoniden, unter dem das Abodritenreich von einem Teilstämmestaat in einen Territorialstaat umgewandelt wurde. Er unterstützte das Christentum in seinem Herrschaftsgebiet und wurde bei einem antichristlichen Aufstand getötet. In der römisch-katholischen Kirche wird er als Heiliger verehrt, in der evangelischen Kirche als Märtyrer.

## Leben

### Jugend und Verbannung
Der Sohn des christlichen Abodritenfürsten Udo wurde im Kloster Sankt Michael in Lüneburg erzogen. Vielleicht erhielt er seinen Namen nach dem damaligen Abt des Klosters, Gottschalk, dem späteren Bischof von Skara. 1028 wurde Udo erschlagen, worauf Gottschalk das Kloster verließ. Unklar ist, ob er tatsächlich einen Rachefeldzug wegen der Ermordung seines Vaters führte, wie Helmold von Bosau behauptet. 
1030 geriet er in die Gefangenschaft des Billungers Bernhard II. Er wurde verbannt und ging nach England, wo er Gefolgsmann von König Knut dem Großen von England und Dänemark wurde. Nach dessen Tod 1035 wurde er Gefolgsmann von Sven Estridsson, dem späteren König von Dänemark (1047–1076), dessen Tochter Sigrid er heiratete.

### Samtherrscher der Abodriten
1043 wurde der Polabenfürst Ratibor, der im Stammesverband der Abodriten die Stellung des Samtherrschers errungen hatte und Dänemark aktiv bedrohte, von König Magnus geschlagen. Daraufhin verließ Gottschalk Sven Estridsen, verständigte sich mit Magnus und ging in seine Heimat zurück. Er konnte sich dort durchsetzen und das Abodritenland und darüber hinausgehende Gebiete beherrschen.

### Mission und Verwaltungsorganisation
Um sich gegenüber dem überwiegend heidnischen Stammesadel zu behaupten, lehnte sich Gottschalk ebenso wie seine nakonidischen Vorfahren an den Sachsenherzog Bernhard II. und den Erzbischof Adalbert von Bremen an und unterstützte deren Missionsbemühungen im slawischen Raum, nicht zuletzt weil er nach dem Vorbild der deutschen Nachbarn und Polens auf die Kirche als künftige Stütze seiner Herrschaft hoffte. So entstanden in seinen Ländern die Bistümer Oldenburg für Wagrien, Ratzeburg für Polabien und Mecklenburg für die Abodriten, sowie einige Klöster wie in Lenzen. 
Gottschalk gestaltete das von den Teilstämmen der Wagrier, Polaben, Abodriten, Linonen, Kessiner und Cirzipanen gebildete Abodritenreich grundlegend um und errichtete unter Ausschaltung der Teilstammesfürsten 18 burggestützte Verwaltungsbezirke, die alle seiner unmittelbaren Herrschaft unterstanden.

### Tod
Nachdem Erzbischof Adalbert 1066 gestürzt worden war, brach im Abodritenreich ein von der heidnischen Adelsschicht unter Führung von Gottschalks Schwager Blusso getragener Aufstand aus. Im Verlauf dieses Aufstandes wurde Gottschalk am 7. Juni 1066 in Lenzen erschlagen. Seine Witwe Sigrid floh mit dem gemeinsamen Sohn, dem späteren Fürsten Heinrich, zu Sven Estridsson nach Dänemark. Auch der erste mecklenburgische Bischof Johannes wurde im weiteren Verlauf des Aufstands 1066 in Rethra ermordet. Gottschalks anderer Sohn Budivoj floh zum Billungerherzog Ordulf und wurde schließlich vom Haupt des heidnischen Adels Kruto in Plön in eine tödliche Falle gelockt.
Gottschalks Vision eines christlichen elbslawischen Staates nach dem Modell Polens versuchte schließlich sein am Ende über Kruto siegreicher Sohn Heinrich nochmals zu verwirklichen.

## Gedenktag
- evangelisch: 14. Juni im Evangelischen Namenkalender (als Märtyrer der Kirche)
- römisch-katholisch: 14. Juni (als Heiliger)